# Anthony Edwards (acteur)
Anthony Charles Edwards (Santa Barbara, 19 juli 1962) is een Amerikaans acteur. Hij won meer dan tien acteerprijzen, waaronder een Golden Globe en een People's Choice Award voor zijn rol in de televisieserie ER en een Daytime Emmy Award voor de televisiefilm My Louisiana Sky.

## Biografie

### Jonge jaren
Edwards is de jongste van de vijf kinderen van Peter Edwards en Erika Planck. Hij raakte bevriend met Eric Stoltz. Zijn ouders (architect en artieste) hebben Edwards vanaf zijn jeugd aangemoedigd om te gaan acteren, waardoor hij eind jaren 70 zomers een workshop volgende in Londen, nog voordat hij zijn High School diploma had gehaald. In 1980 rondde hij zijn opleiding op de San Marcos High School in Santa Barbara af. Vervolgens speelde hij in reclamespotjes waardoor hij zijn acteerstudie aan de University of Southern California kon betalen. In 1982 stopte hij echter met de opleiding en nog datzelfde jaar kreeg hij een kleine rol in de film Fast Times at Ridgemont High, waar onder andere Sean Penn in meespeelde.

### Carrière
De film werd een succes en Edwards was verkocht aan het acteren. Zijn volgende rol was een grotere, in 1983 in de film Heart Like A Wheel. In 1984 had hij zijn eerste hoofdrol in de film Revenge of the Nerds, waarin hij de nerd Gilbert Lowell speelde. Ondanks het succes van deze laatste film hoefde Edwards niet bang te zijn dat hij in dit type rol zou blijven hangen. In 1986 verscheen hij in de kaskraker Top Gun, naast onder andere Tom Cruise, Tom Skerritt, Val Kilmer, Meg Ryan en Kelly McGillis. Hierin speelde hij Lt. Nick Goose Bradshaw, de navigator en beste vriend van Lt. Pete Maverick Mitchell (Cruise). Hierna maakte hij alsnog zijn opleiding af aan de Universiteit van Zuid-Californië. In 1998 slaagde hij aldaar in de richting drama. In 1987 speelde Edwards weer mee in Revenge of the Nerds II: Nerds in Paradise. Edwards' naam was nu gevestigd. Hij kreeg de hoofdrollen in verscheidene films en in 1994 kreeg hij een CableACE nominatie voor zijn rol in de film Sexual Healing.
Na zijn rol in de film The Client, vragen Michael Crichton en producer John Wells of hij mee wil spelen in een twee uur durende pilot van een serie getiteld ER. De pilot werd een succes en Edwards tekent voor de rol van Dr. Mark Greene in de serie. Het jaar daarop werd hij genomineerd voor een Emmy Award voor deze rol. In totaal krijgt hij hiernaast nog drie Emmy nominaties (1996 - 1998) en vier Golden Globe nominaties (1996 - 1999), die hij in 1998 ook verzilverde. Ook won hij in 1996 en 1998 een Screen Actors Guild Award. In 2002 verliet Edwards de serie om meer tijd te kunnen doorbrengen met zijn gezin. Aan het eind van seizoen 8 sterft Mark aan de gevolgen van een hersentumor.
Na zijn vertrek uit ER was Edwards te zien als Brains in de film Thunderbirds en als Jim Paretta in The Forgotten, beiden uit 2004. In 2007 speelde hij als Bill Armstrong in de film Zodiac.
Ook heeft Edwards zijn eigen productiebedrijf, genaamd Aviator Films.

### Privé en gezin
Op de set van Top Gun ontmoette hij actrice Meg Ryan met wie hij een relatie kreeg. De relatie hield twee jaar stand en in 1988 gingen de twee uit elkaar.
Tijdens de opnames van Pet Sematary Two ontmoette hij visagiste Jeanine Lobell. Ze trouwden in 1994 en samen kregen ze vier kinderen: zoon Bailey (1994), dochters Esme en Wallis (2000), en dochter Poppy (2002).
In 2002 verhuisde het gezin naar de wijk Manhattan in New York.

## Nominaties en prijzen
- Bibliothèque nationale de France: cb13991002x (data)
- Gemeinsame Normdatei: 131800256
- International Standard Name Identifier: 0000 0001 2125 565X
- Library of Congress Control Number: no96052877
- MusicBrainz: c63fcef5-2002-42e5-a646-ae4f674eb28d
- Nationale Bibliotheek van Tsjechië: xx0063191
- Nationale Bibliotheek van Polen: a0000001741069
- Nederlandse Thesaurus van Auteursnamen: 075077841
- Système universitaire de documentation: 139278281
- Virtual International Authority File: 28213244
- WorldCat: E39PBJrcjhcjmHYw4k3GRx9xDq